# Szerémségi körzet
A Szerémségi körzet (szerbül Сремски округ / Sremski okrug) közigazgatási egység Szerbiában, Vajdaság délnyugati részén. Központja Szávaszentdemeter.

## Földrajz
Legnagyobb része a Szerémség délkeleti részén, a Szávától északra fekszik, egy kis terület pedig a Szávától délre; utóbbi a Macsói-síkság része. Északi határán húzódik kelet-nyugati irányban a Tarcal-hegység. Déli része az Alsó-Száva-síksághoz tartozik, amely az Alföld tájegysége.

## Községek (járások)
| Név                      | Szerb név                 | Terület (km²) | Népesség (fő, 2011) | Települések száma | Települések száma | Települések száma |
| Név                      | Szerb név                 | Terület (km²) | Népesség (fő, 2011) | Város             | Falu              | Összesen          |
| ------------------------ | ------------------------- | ------------- | ------------------- | ----------------- | ----------------- | ----------------- |
| India község             | Opština Inđija            | 385           | 47 433              | 1                 | 10                | 11                |
| Ópazova község           | Opština Stara Pazova      | 351           | 65 792              | 1                 | 8                 | 9                 |
| Pecsince község          | Opština Pećinci           | 489           | 19 720              | 0                 | 15                | 15                |
| Ruma község              | Opština Ruma              | 582           | 54 339              | 1                 | 16                | 17                |
| Sid község               | Opština Šid               | 687           | 34 188              | 1                 | 18                | 19                |
| Szávaszentdemeter község | Opština Sremska Mitrovica | 762           | 79 940              | 2                 | 24                | 26                |
| Ürög község              | Opština Irig              | 230           | 10 866              | 1                 | 11                | 12                |
| Összesen                 | Összesen                  | 3486          | 312 278             | 7                 | 102               | 109               |

## Demográfia

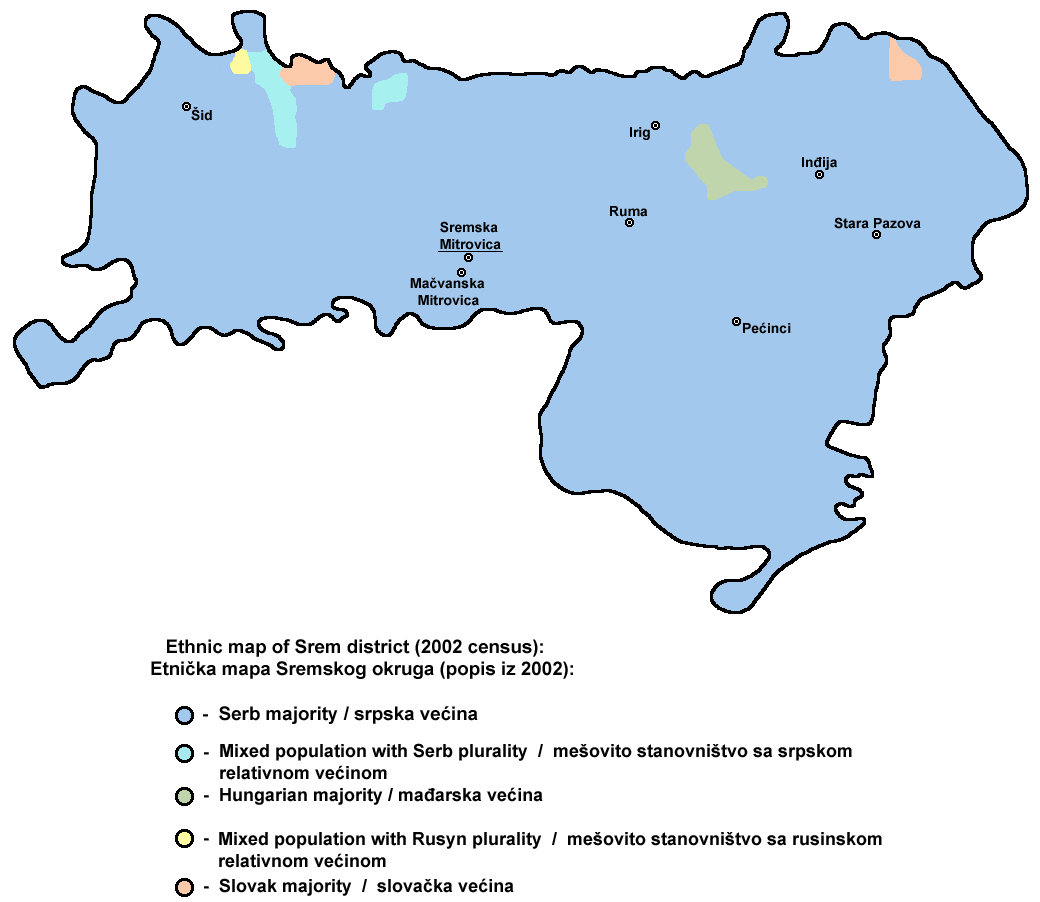
A Szerémségi körzet etnikai térképe (2002)

A körzet lakossága 2002-ben 309 981 fő volt, 2011-ben pedig 312 278 fő.
A nemzetiségi összetétel (2002):
- 84,51% szerb
- 3,13% horvát
- 2,78% szlovák
- 1,52% jugoszláv
- 1,26% magyar
- 1,04% cigány
- egyebek

Magyar nyelvszigetnek minősül Maradék, Satrinca, Dobradó, Nyékinca és Herkóca.